# Oxaceprol
Az oxaceprol (INN) degeneratív ízületi és gyulladásos kötőszöveti betegségek elleni szer. Krém formájában felületi égési sérülések ellen is alkalmazzák.

## Hatásmód
A pontos hatásmód nem ismert. A kötőszövet anyagcseréjére hat. A bőrgyógyászatban a sebgyógyulás elősegítésére, valamint reuma ellen adják. Átjut az ízületi folyadékba.
A kísérletek szerint az oxaceprol gátolja a fehérvérsejtek átjutását az érfalon és felhalmozódását a hajszálerekben.
In vitro tanulmányok szerint fokozza a 3H-glükózamin és 3H-prolin felszívódását. Ez lehet a magyarázata a szövetregenerációra gyakorolt hatásának.

## Ellenjavallatok, mellékhatások
A krém ellenjavallt sérült bőr esetén.
Idősek, gyerekek, várandós és szoptató nők esetén fokozott figyelem szükséges.
Gyakoribb mellékhatások: emésztőrendszeri panaszok, szédülés, fejfájás, bőrkiütés. Túladagoláskor kábultság, libabőr.
K-vitamin antagonistát szedő betegeknél befolyásolhatja a véralvadást. Csökkentheti a vérnyomáscsökkentők hatását. Módosíthatja a metotrexát és a lítium mérgező hatását.

## Adagolás
Tabletta formájában, étkezés előtt naponta 3-szor 200 mg-os adagban, mely súlyos esetben 400 mg-ig emelhető. Idősebbek esetén ajánlatos az adag csökkentése.
Égési sérüléseknél felnőtteknél naponta egyszer 10%-os krém formájában.

## Készítmények
Nemzetközi forgalomban:
- önállóan:
  - AHP 200
  - Joint
  - Jonctum
  - Tejuntivo
- E-vitaminnal kombinációban:
  - Robervital

Magyarországon nincs forgalomban.